# Helorus ruficornis
Helorus ruficornis är en stekelart som beskrevs av Förster 1856. Helorus ruficornis ingår i släktet Helorus, och familjen bladluslejonsteklar. Arten är reproducerande i Sverige.